# Darwine
DarwineはWineライブラリをDarwinとOS Xへ移植したもの。
DarwineはもともとWin32のソースコードをMacintoshコンピュータ向けにMach-O / PowerPCバイナリにコンパイルできるようにするためのものであった。現在プロジェクトではPowerPC用のMac OS X上でWin32バイナリを実行できるようWineのプログラムローダーとx86エミュレータであるQEMUとの結合を行っている。
しかし、DarwineプロジェクトはAppleのインテルプラットフォームへの移行によって方針転換した。Darwineは新しいIntel Mac上では（Wineと互換性があるものなら）Windowsのプログラムをネイティブに実行でき、Mac専用のプログラムと遜色ない速度で動作できる。
2008年6月17日、バージョン1.0のリリースが宣言されたが、SourceForgeの公式サイトで配布されている配布パッケージは0.9.27以降更新されていない。ただし、有志によって独自にビルド・配布されているパッケージは随時バージョンアップがなされている。

## 知られている不具合
- サウンド周りの過去の問題は0.9.15以降で修正されている。
- Windows XP専用のアプリケーションは正しく動作しない。